# メジャー・ライト
メジャー・ライト（Major Wright 1988年7月1日- ）はフロリダ州ローダーデールレイクス出身の元アメリカンフットボール選手。NFLのシカゴ・ベアーズ、タンパベイ・バッカニアーズに所属していた。現役時代のポジションはフリーセイフティ。

## 経歴
フォートローダーデールの聖トマス・アクィナス高校では1年次に71タックル、10インターセプト、2年次には58タックル、6インターセプト、3年次には72タックル、3インターセプトをあげてホールトロフィーのファイナリストにも選ばれた。2年次、3年次には州のオールチームにも選ばれた。
フロリダ大学から奨学金のオファーを受けて進学した彼は1年次から先発7試合を含めて13試合に出場、67タックル、4ファンブルフォース、1インターセプトをあげた。この活躍でカレッジフットボール・ニュースよりフレッシュマンのオールアメリカンファーストチームに、ライバルズ・コムよりオールアメリカンセカンドチームに選ばれた。2年次には全14試合にフリーセイフティとして先発出場、66タックル、4インターセプト、1リターンタッチダウンをあげた。2009年1月8日にドルフィン・スタジアムで行われたオクラホマ大学とのBCSナショナル・チャンピオンシップ・ゲームで9タックル、1インターセプトをあげて勝利に貢献した。3年次には12試合の先発出場を含む全14試合に出場、32タックル、3インターセプトをあげ、アラバマ大学とのサウスイースタン・カンファレンスチャンピオンシップではチーム3位の8タックル、シンシナティ大学とのシュガーボウルでは4タックル、1インターセプトをあげている。3年次終了後、4年次には進まずアーリーエントリーを選んだ。3年間で全41試合に出場し、そのうち33試合に先発出場、165タックル、8インターセプト、10パスディフェンス、4ファンブルフォース、1ファンブルリカバーの成績を残した。
2010年のNFLドラフト3巡（2009年にジェイ・カトラー、ゲインズ・アダムスを獲得したため、ベアーズはこの年の1巡、2巡指名権を失ったためこの年最初の指名権であった。）でシカゴ・ベアーズに指名されて、4年契約を結び入団した。
1年目の2010年は11試合に出場した。2011年第6週より先発に起用され、11月13日のデトロイト・ライオンズ戦ではマシュー・スタッフォードのパスをインターセプトし24ヤードをリターンしタッチダウンをあげた。11月20日のサンディエゴ・チャージャーズ戦でも第4Qにインターセプトを奪い失点を防いだ。
2012年プレシーズン第1週のデンバー・ブロンコス戦では、ペイトン・マニングからインターセプトをあげた。レギュラーシーズンに入り、第3週のセントルイス・ラムズ戦では45ヤードのインターセプトリターンTDをあげた。第4週のダラス・カウボーイズ戦では2インターセプトをあげた。
2014年4月4日、ベアーズ時代のヘッドコーチ、ラヴィー・スミスがヘッドコーチとなったタンパベイ・バッカニアーズと1年契約を結んだ。背中の怪我でプレシーズン後半の2試合を欠場、同年8月30日にカットされたが、9月3日にバッカニアーズと再契約を結んだ。この年、12試合に出場、51タックル、インターセプト0の成績で、肋骨の怪我で故障者リスト入りしている。
2015年3月7日、バッカニアーズと再契約を果たした。